# Слобода (городской округ Клин)
Слобода — деревня в Клинском районе Московской области России. Население — 1351 чел. (2010).

## География
Деревня расположена в северной части района, примерно в 14 км к северо-востоку от райцентра Клин, на безымянном левом притоке реки Берёзовка, высота центра над уровнем моря 151 м. Ближайшие населённые пункты — примыкающее на востоке Еросимово, Борщево на севере и Аксеново на юго-западе.

## История
До 2006 года Слобода была центром Слободского сельского округа.
Входила до 2017 года в состав Воронинского сельского поселения.

## Население
| 2002 | 2006  | 2010  |
| ---- | ----- | ----- |
| 1307 | ↘1305 | ↗1351 |

## Инфраструктура
В деревне действуют общеобразовательная школа, детский сад N 42 Светлячок, амбулатория.

## Транспорт
Через деревню проходит региональная автодорога 46Н-03760 автотрасса М10 «Россия» — Борщево.